# Русскій фотографическій вѣстникъ
Русский фотографический вестник (укр. Російський фотографічний вісник) — науково-популярний і художній журнал, що висвітлював діяльність Одеського фотографічного товариства, порушував актуальні питання й друкував огляди новин фотографічної справи, а також популяризував мистецтво фотографії. Журнал видавався в Одесі у 1915—1916 роках, було видано 9 номерів.

## Історія
У 1912—1914 роках в Одесі під редагуванням голови Одеського фотографічного товариства Г. С. Михайлова-Мучкіна та його заступника М. М. Волкова виходив журнал Вестник Одесского фотографического общества. Проте 1914 року, з початком Першої світової війни, журнал припинив своє існування і замість задекларованих шести номерів вийшло лише два № 1 (січень-лютий) та № 2 (березень-травень). 1915 року Г. С. Михайлов-Мучкін відновив видання журналу під назвою «Русский фотографический вестник».
Журнал виходив з періодичністю 6 разів на рік, 1915 року з квітня по жовтень вийшло 3 номери, 1916 року — 6 номерів. Засновником і головним редактором видання був Григорій Сергійович Михайлов-Мучкін, голова Одеського фотографічного товариства. Передплатна ціна на 1916 рік складала 4 рублі.

## Цілі і задачі видання

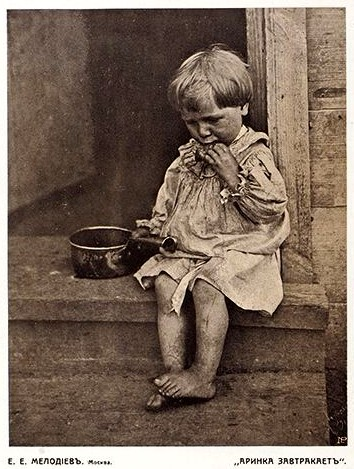
«Аринка снідає». Ілюстрація до першого номера журналу

У вступній статті, яка вийшла у першому номері Вісника, головний редактор, голова ОФТ Г. С. Михайлов-Мучкін окреслив цілі і характер журналу: розробка питань фотографічного знання і мистецтва; застосування фотографії у різних галузях, а також сприяння розвитку фотографічної промисловості. Особлива увага приділялася фотографам-аматорам, яким журнал був готовий прийти на допомогу у вирішенні практичних завдань.
У журналі було заплановано наступні розділи:
1. питання фотографічного знання, мистецтва і російської фотопромисловості
2. огляд фотолітератури і діяльності в області фотографічних установ, товариств і окремих осіб
3. огляд фотографічної літератури
4. огляду художніх світлописних додатків
5. поради та вказівки, питання і відповіді, поштова скринька.

## Зміст видання

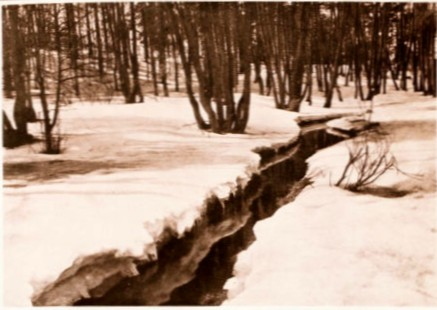
І. А. Тімірязєв «Джерело узимку». Ілюстрація до першого номера журналу

Кожен номер журналу містив 6—8 статей, з яких 1—2 стосувалася техніки фотографії, інші мали соціальні, естетичні, теоретичні теми. Також висвітлювалась діяльність фотографічних товариств, конкурсів і виставок. В додатку до кожного номера журналу розміщувались 2-4 якісні художні ілюстрації. Видання в основному продовжило дотримуватись програми, окресленої у «Віснику Одеського фотографічного товариства». В останніх номерах видання збільшилось число технічних статей з порадами фотографам. В останній рік видання журнал відзначив на своїх сторінках історично важливу подію — в Одесі відкрився перший в Російській імперії фотографічний навчальний заклад, директором якого був Г. С. Михайлов-Мучкін, голова Одеського фотографічного товариства.